# اتفاقية لشبونة للاعتراف
اتفاقية لشبونة للاعتراف، رسميًا اتفاقية الاعتراف بالمؤهلات المتعلقة بالتعليم العالي في المنطقة الأوروبية، هي اتفاقية دولية لمجلس أوروبا تم وضعها بالتعاون مع اليونسكو. هذه هي الاتفاقية القانونية الرئيسية بشأن تقييم الاعتماد في أوروبا.
اعتبارًا من عام 2012، تم التصديق على الاتفاقية من قبل جميع الدول الأعضاء الـ 47 في مجلس أوروبا في ستراسبورغ باستثناء اليونان وموناكو. كما تم التصديق عليها من قبل الدول غير الأعضاء في مجلس أوروبا أستراليا، بيلاروسيا، كندا، الكرسي الرسولي، إسرائيل، كازاخستان، قيرغيزستان، طاجيكستان ونيوزيلندا. وقد وقعت الولايات المتحدة على الاتفاقية ولكنها لم تصدق عليها.

## الأهداف
وتنص الاتفاقية على وجوب الاعتراف بالدرجات وفترات الدراسة ما لم تتمكن المؤسسة المكلفة بالاعتراف من إثبات وجود اختلافات جوهرية. وتضمن للطلاب والخريجين إجراءات عادلة بموجب الاتفاقية. سميت الاتفاقية باسم لشبونة، البرتغال، حيث تم التوقيع عليها في عام 1997، ودخلت حيز التنفيذ في 1 فبراير 1999 (أو في وقت لاحق في بعض البلدان، بشرط تاريخ التصديق).

## هيئات الاتفاقية
أنشأت الاتفاقية هيئتين للإشراف على تنفيذ الاتفاقية وتعزيزها وتسهيلها:
1. لجنة اتفاقية الاعتراف بالمؤهلات المتعلقة بالتعليم العالي في المنطقة الأوروبية.
2. الشبكة الأوروبية لمراكز الاستعلامات المعنية بالتنقل الأكاديمي والاعتراف.

وتتولى اللجنة تعزيز تطبيق الاتفاقية والإشراف على تنفيذها. ولتحقيق هذه الغاية، يمكنها أن تعتمد، بأغلبية الأطراف الموقعة، توصيات وإعلانات وبروتوكولات ونماذج للممارسات الجيدة لتوجيه السلطات المختصة للأطراف. قبل اتخاذ قراراتها، تسعى اللجنة للحصول على رأي شبكة الاستعلامات. أما شبكة الاستعلامات فهي تدعم وتساعد في التنفيذ العملي للاتفاقية من قبل السلطات الوطنية المختصة.

## عملية بولونيا
تعد اتفاقية لشبونة للاعتراف أداة مهمة لعملية بولونيا التي تهدف إلى إنشاء "منطقة التعليم العالي الأوروبية" من خلال جعل معايير الشهادات الأكاديمية ومعايير ضمان الجودة أكثر قابلية للمقارنة والتوافق في جميع أنحاء أوروبا.

## خلفية تاريخية
لقد تم الاعتراف بإمكانية دراسة الطلاب في الخارج كعنصر أساسي في التكامل الأوروبي منذ تأسيس مجلس أوروبا في عام 1949. وفي إطار مجلس أوروبا، تم وضع العديد من المعاهدات الدولية في هذا المجال: بدءاً بالحق في التعليم بموجب المادة 2 من البروتوكول الأول لعام 1952 للاتفاقية الأوروبية لحقوق الإنسان، فُتح باب التوقيع على الاتفاقية الأوروبية لمعادلة الدبلومات المؤدية إلى القبول في الجامعات عام 1953، والاتفاقية الأوروبية لمعادلة فترات الدراسة الجامعية عام 1956، والاتفاقية الأوروبية بشأن الاعتراف الأكاديمي بالمؤهلات الجامعية عام 1959، والاتفاقية الأوروبية بشأن استمرار دفع المنح الدراسية للطلاب الذين يدرسون في الخارج عام 1969، والاتفاقية الأوروبية بشأن المعادلة العامة لفترات الدراسة الجامعية في عام 1990.
بالإضافة إلى ذلك، وبموجب المادة 2 من الاتفاقية الثقافية الأوروبية لمجلس أوروبا لعام 1954، يجب على كل طرف متعاقد، بقدر الإمكان: تشجيع مواطنيه على دراسة لغات وتاريخ وحضارة الأطراف المتعاقدة الأخرى ومنح التسهيلات وإلى تلك الأطراف لتعزيز مثل هذه الدراسات في أراضيها؛ وتسعى إلى تعزيز دراسة لغتها أو لغاتها وتاريخها وحضارتها في أراضي الأطراف المتعاقدة الأخرى ومنح التسهيلات لمواطني تلك الأطراف لمتابعة مثل هذه الدراسات في أراضيها.

## روابط خارجية
- اتفاقية لشبونة للاعتراف
- قائمة الدول الموقعة